# Liste des canonisations prononcées par Léon XIII
Au cours de son pontificat (1878-1903), le pape Léon XIII a présidé 4 cérémonies de canonisations, célébrées dans la Basilique Saint-Pierre à Rome. Du fait de sa rareté, une canonisation constituait un événement d'une grande importance. Les festivités, qui pouvaient s'étendre sur plusieurs jours, attiraient à Rome des milliers de fidèles.
Au total, le pape Léon XIII a donc proclamé un total de 27 saints donnés comme modèles et intercesseurs aux croyants :
- 18 saints, incluant un groupe de sept au moyen de la canonisation « usuelle »,
- 9 autres saints au moyen de la canonisation équipollente.

## Le processus de canonisation
Le processus usuel se déroule dans le cadre d'enquêtes canoniques rigoureuses en plusieurs étapes : 
1. être déclaré Serviteur / Servante de Dieu, qui marque le début formel d'une enquête, et témoigne souvent d'une « réputation de sainteté »,
2. être déclaré Vénérable, ce qui signifie la reconnaissance de l'héroïcité des vertus,
3. être déclaré Bienheureux, sous réserver de la reconnaissance d'un miracle attribué à l'intercession de la personne objet de l'enquête,
4. être déclaré Saint, sous réserver de la reconnaissance d'un second miracle.

Seul le Souverain Pontife a la capacité de canoniser, puisqu'il déclare de manière infaillible et définitive, que le nouveau saint est au Ciel et qu'il intercède pour les hommes. La canonisation conduit le culte du saint à l'échelle universelle,.
La canonisation équipollente déroge à toutes ces étapes, cette procédure exceptionnelle conduisant à la canonisation sans que la personne ait forcément réalisé de miracle et sans cérémonie formelle.

## Béatifications prononcées par Léon XIII
- Jean d'Avila
- En 1882, Charles de Sezze, frère mineur d'origine italienne du XVIIe siècle, favorisé de dons mystiques[3], canonisé par Jean XXIII en 1959,
- Le 29 décembre 1886, dans un contexte de regain de l'Église catholique et de rétablissement de sa hiérarchie en Angleterre au cours du XIXe siècle (illustré par exemple par la personnalité et l'œuvre de John Henry Newman), Thomas More, l'évêque John Fisher ainsi 53 autres martyrs de l'Église catholique en Angleterre[4], canonisés par Jean-Paul II en 2000,
- En 1890, Antoine Maria Zaccaria (cf. rubrique Canonisations ci-dessous)
- En 1900, le français Auguste Chapdeleine, missionnaire martyr en Chine en 1956, canonisé par Jean-Paul II en 2000[5]

## Canonisations prononcées par Léon XIII

### 8 décembre 1881

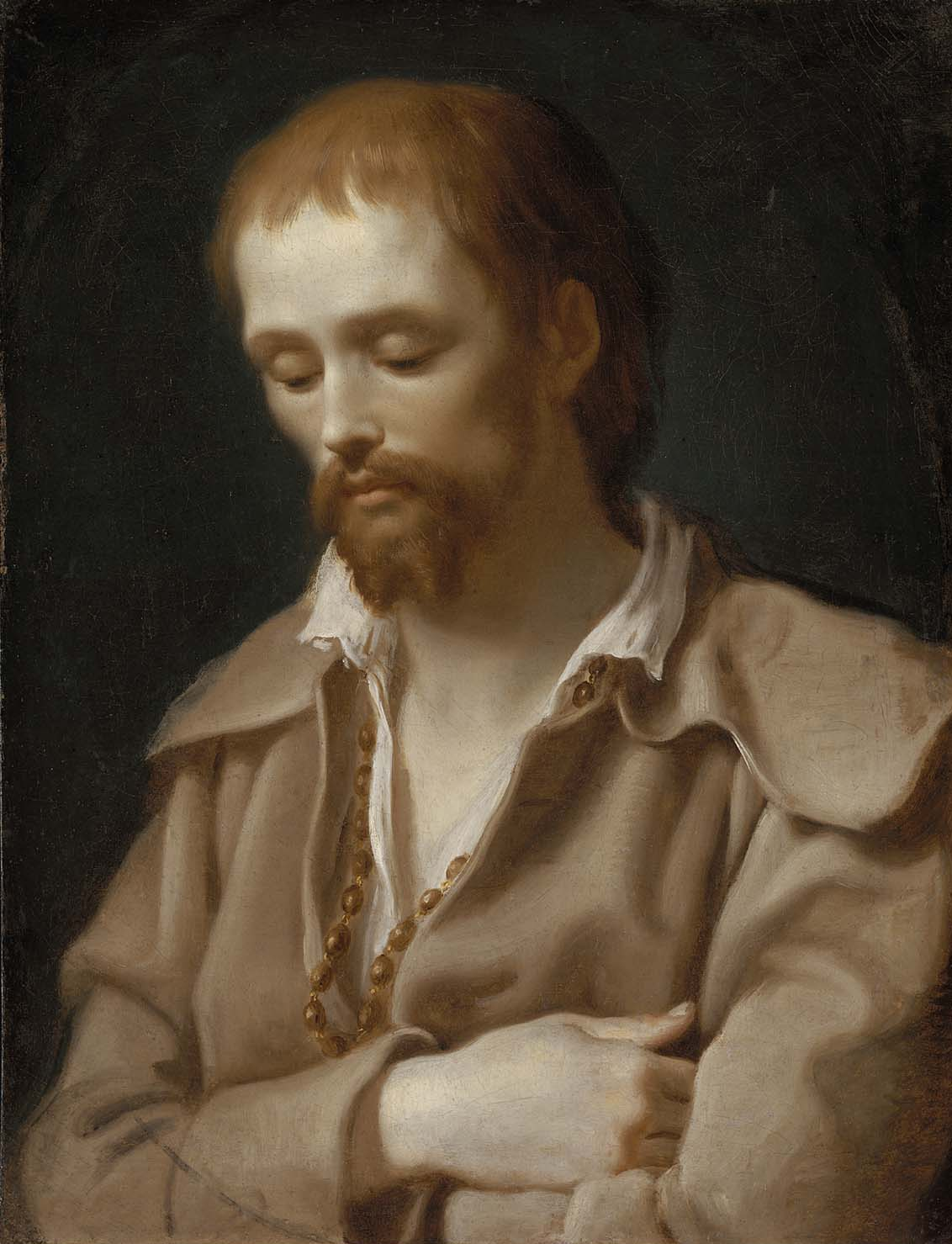
Saint Benoît-Joseph Labre (1748-1783), pèlerin et mendiant français du XVIIIe siècle
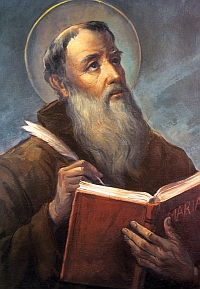
Saint Laurent de Brindisi (1559-1619), capucin italien, auteur d'ouvrages de controverses et d'exégèse, prédicteur en Allemagne, déclaré Docteur de l'Eglise par Jean XXIII en 1959[7].
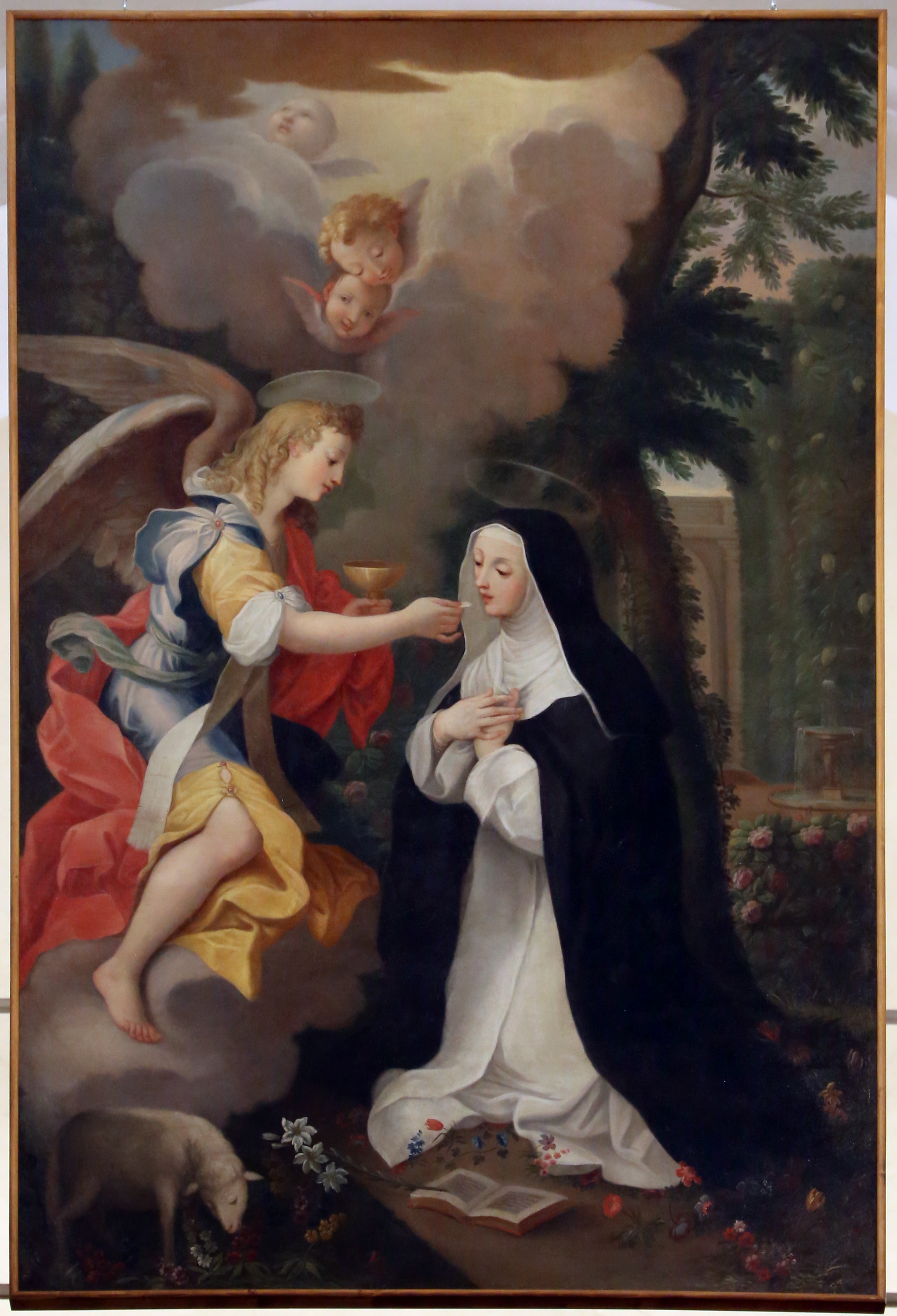
Sainte Claire de Montefalco (1268-1308), d'origine italienne, abbesse de l'ordre des ermites de saint Augustin
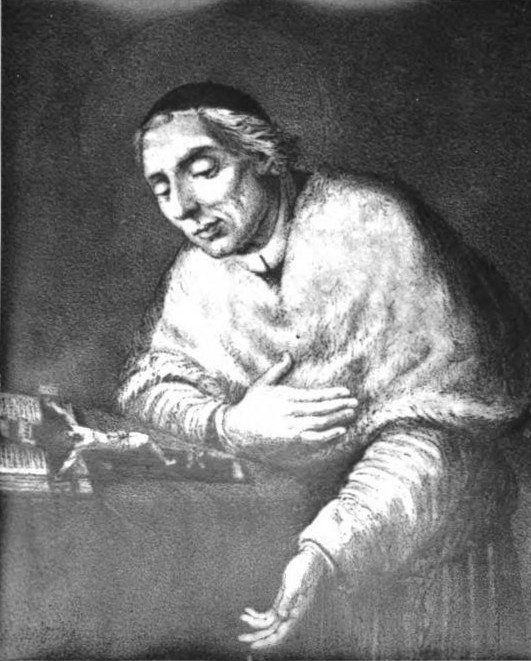
Saint Jean-Baptiste de Rossi (1698-1764), prêtre d'origine italienne, dévoué aux pauvres, aux malades et aux prisonniers

### 15 janvier 1888

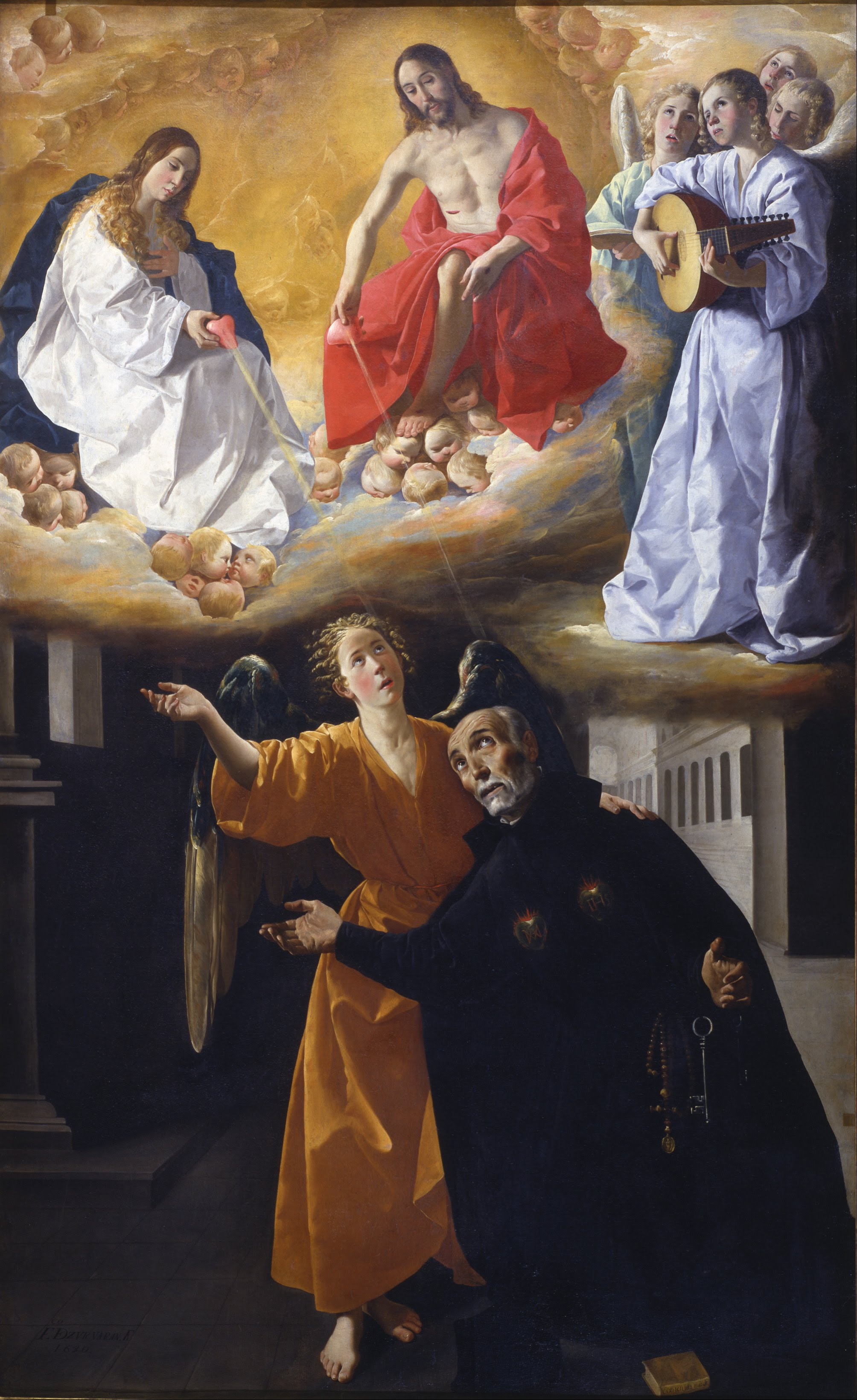
Saint Alphonse Rodriguez (1533-1617), d'origine espagnole, veuf puis religieux de la Compagnie de Jésus
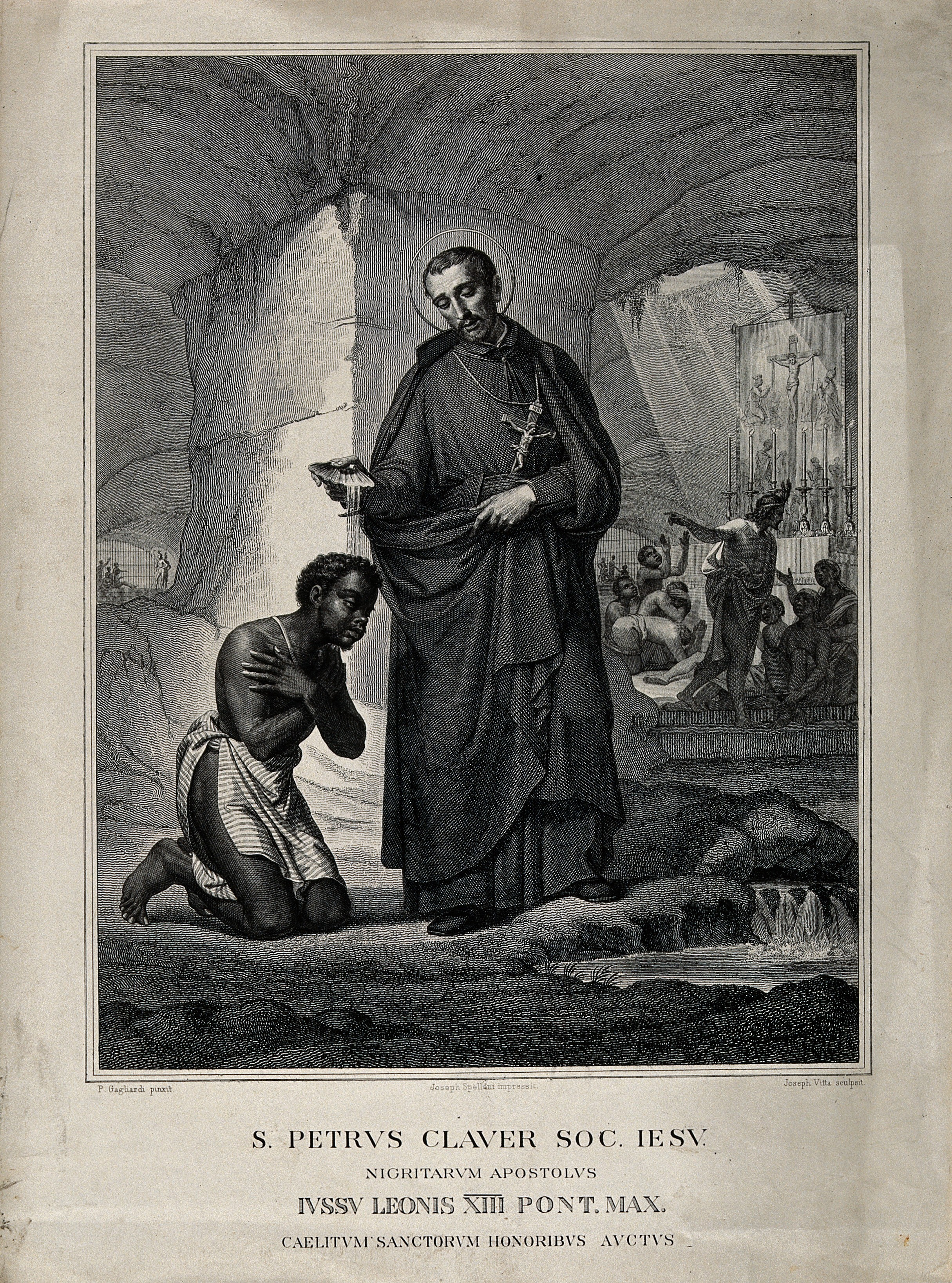
Saint Pierre Claver (1580-1654), d'origine espagnole, missionnaire en Colombie, protecteur et apôtre des esclaves
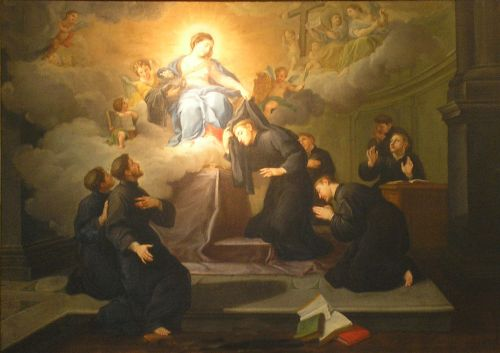
Sept saints fondateurs (XIIIe siècle) : Alexis Falconieri et ses amis fondateurs (Bonfils, Bienvenu, Manet, Amédée, Hugues, Sosthène) de l'ordre religieux des Servites de Marie , des marchands florentins du Moyen Âge qui consacrèrent ensuite leur vie à Dieu[12].

### 9 mai 1889

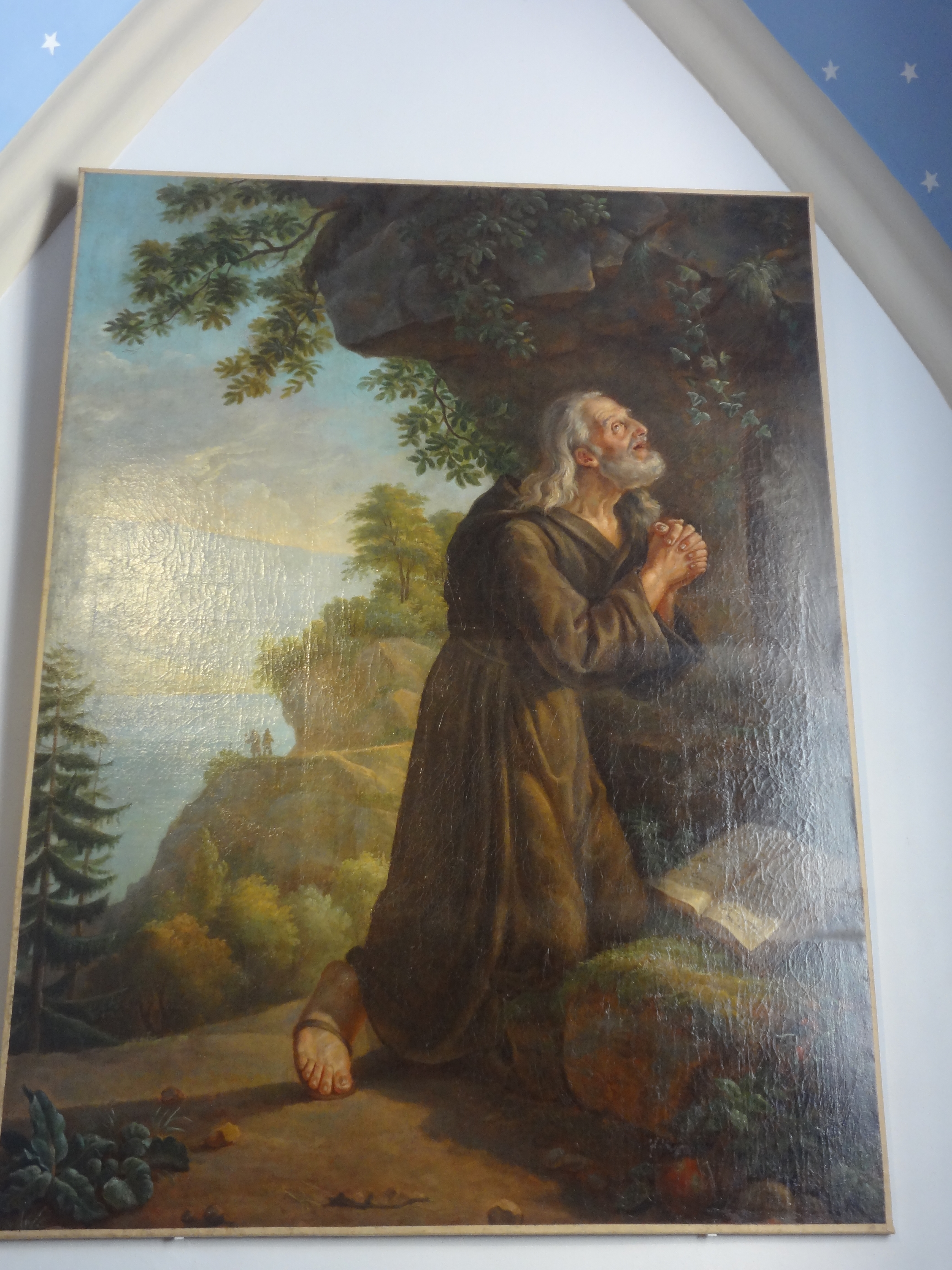
Saint Germain de Talloires (+1018), moine et ermite à Talloires[13].

### 27 mai 1897

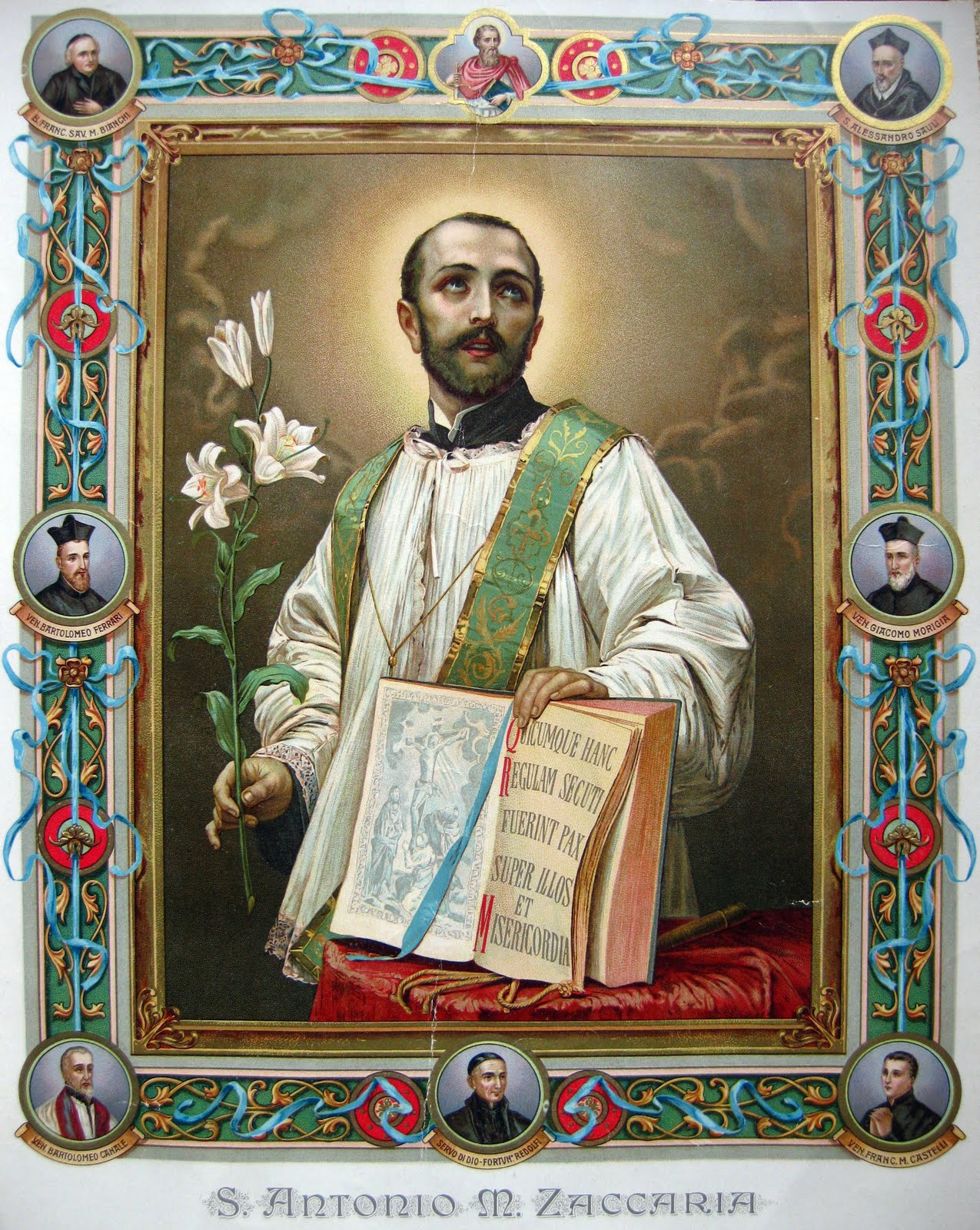
Saint Antoine-Marie Zaccaria (1502-1539), prêtre d'origine italienne, fondateur de l'ordre religieux des Barnabites[14] (clercs réguliers de Saint-Paul)
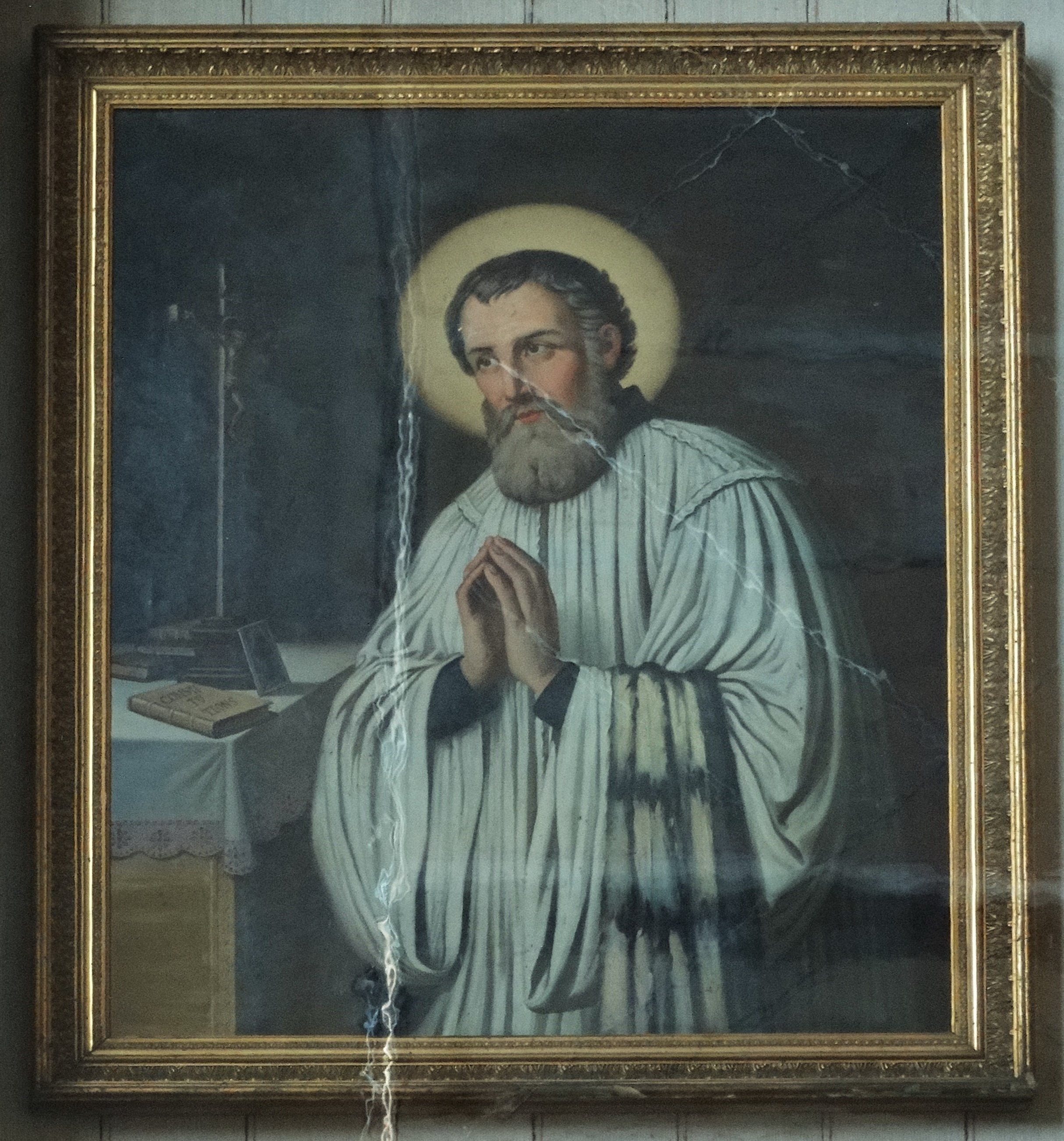
Saint Pierre Fourier (1565-1640), prêtre d'origine lorraine, prêtre en Franche-Comté, réformateur des Chanoines de Saint-Augustin

### 24 mai 1900

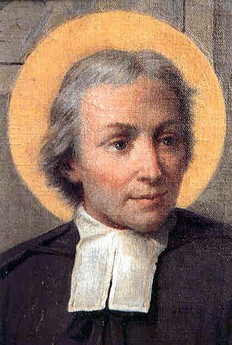
Saint Jean-Baptiste de La Salle (1651-1719), originaire d'une famille illustre de Reims en France, prêtre, éducateur, fondateur des Frères des écoles chrétiennes
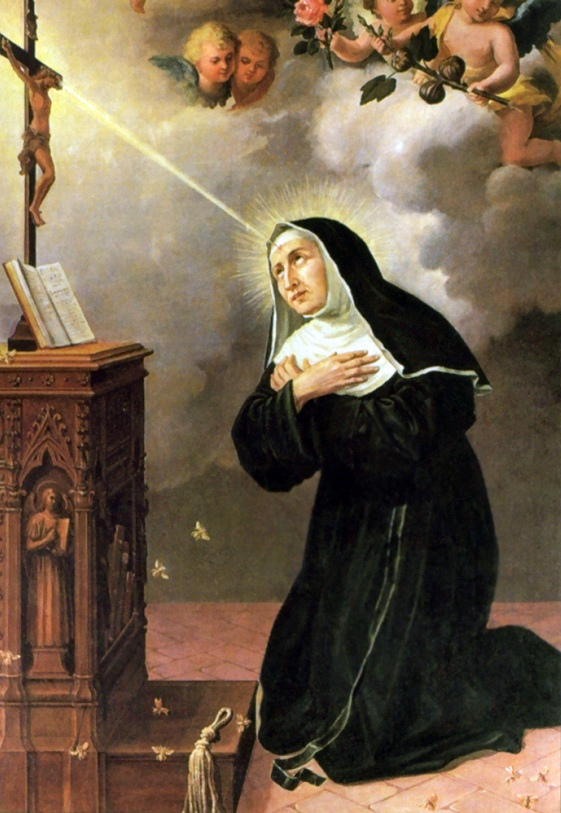
Sainte Rita de Cascia (1381-1457), d'origine italienne, veuve, moniale, célèbre pout être la sainte patronne des causes désespérées[18],

## Canonisations équipollentes
|    | Saints                       | Date de canonisation |
| 1. | Saint Cyrille                | 30 septembre 1880    |
| 2. | Saint Méthode                | 30 septembre 1880    |
| 3. | Saint Cyrille d'Alexandrie   | 28 juillet 1882      |
| 4. | Saint Cyrille de Jérusalem   | 28 juillet 1882      |
| 5. | Saint Justin le Martyr       | 28 juillet 1882      |
| 6. | Saint Augustin de Cantorbéry | 28 juillet 1882      |
| 7. | Saint Jean Damascène         | 29 août 1890         |
| 8. | Saint Sylvestre Guzzolini    | 29 août 1890         |
| 9. | Saint Bède le Vénérable      | 25 mai 1899          |

Saint Cyrille de Jérusalem et saint Cyrille d’Alexandrie, saint Jean Damascène et saint Bède le Vénérable, en plus de leur canonisation, reçurent également de Léon XIII le titre de Docteur de l'Église,,.